# Amicles (rei d'Esparta)
Amicles o també Amiclas (en grec antic Αμύκλας) va ser, segons la mitologia grega, un fill de Lacedèmon i d'Esparta, filla d'Eurotas. Va ser rei d'Esparta.
Segons Apol·lodor es va casar amb Diomeda que li donà dos fills, Jacint i Cinortes. De vegades es diu que abans havia tingut un altre fill, Argalos, que el va succeir en el tron. Va fundar la ciutat d'Amicles, a Lacònia.